# پتر هورالک
پتر هورالک (انگلیسی: Petr Horálek؛ زادهٔ ۲۱ ژوئیهٔ ۱۹۸۶) یک عکاس نجومی، عکس‌برداری از ستارگان برای تحقیقات فضایی و یک هنرمند اهل جمهوری چک است.

## عکاس نجومی و مروج ستاره‌شناسی

### فعالیت
او به‌طور داوطلب در رصدخانه پاردیوبیک در سالهای ۱۹۹۹–۲۰۱۰ مشغول به کار شد و در فیزیک نظری و استروفی فیزیک در دانشگاه ماساریک در برنو (۲۰۰۷–۲۰۱۱) تحصیل کرد. از همین‌جا در سال ۲۰۱۱، او کار عکسبرداری از ستارگان را آغاز کرد.

### عکس‌برداری از ستارگان برای تحقیقات فضایی
پتر عکاس ویژه در عکس برداری از «پدیده‌های نادر آسمان در شب» و در سبک گرفتن عکس‌های آسمان در شب (TWAN) بیش از پیش مشهور است. او با تصاویرش لحظات و دیدگاه‌های منحصر به فردی را در آسمان به تصویر می‌کشد تا اهمیت مبارزه علیه آلودگی جهانی را نشان دهد.

### تصویر منحصر به فرد از جزیره آیتوتاکی
پتر برای دستیابی به تصاویر مورد نظرش بنیه مالی برای رفتن به مکان‌های دور دست را نداشت، به‌خصوص که تولید ناخالص داخلی کشور او در سال‌های گذشته، این امکان را به او نمی‌داد، بنابراین در سال ۲۰۱۴، پتر با گرفتن ویزای نیوزیلند برای تعطیلات به این کشور سفر کرد. انجام کارگری به مدت چهار ماه در باغ‌های میوه و گرفتن پول کافی او را قادر ساخت تا به هدفش که سفر به جزایر کوک و گرفتن یک عکس منحصر به فرد بود برسد؛ و سرانجام توانست اولین عکس تاریخی شب عروسی در راه شیری را در جزیره محبوب آیتوتاکی بگیرد.

### سفیر عکس ESO
پتر هورالک در ژانویه ۲۰۱۵ به بیست و دومین سفیر عکس رصدخانه جنوب اروپا تبدیل شد. او بیشتر بر روی تصاویر فوق‌العاده HD و پانورامیک در آسمان شب در رصدخانه‌های ESO تمرکز می‌کرد تا بتواند آزادانه در طراحی‌های دیجیتالی از آنها استفاده کند. علاوه بر این او با مرکز بازدید سیاره ای ابرنواختر در رصدخانه ESO کار مشترک می‌کند.

### تأثیر علمی
تعدادی از تصاویر پتر در بررسی علمی مؤثر بوده‌اند.

### جوایز
تصاویر پتر هورالک چندین بار به عنوان تصویر روز سازمان فضایی ناسا و تصویر هفته رصد خانه ESO و همچنین در اکتبر ۲۰۱۵ به عنوان عکس ماه مرکز عکس برداری از ستارگان برای تحقیقات فضایی جمهوری چک  انتخاب شد.

## هنر
پتر هورالک همچنین یک هنرمند است. او روی طرح‌ها، به خصوص پرتره‌های زنانه و طرح‌های عاطفی تمرکز می‌کند.